# I liga paragwajska w piłce nożnej (2010)
Mistrzem Paragwaju turnieju Apertura został klub Club Guaraní, natomiast wicemistrzem Paragwaju turnieju Apertura - Cerro Porteño.
Mistrzem Paragwaju turnieju Clausura został klub Club Libertad, natomiast wicemistrzem Paragwaju turnieju Clausura - Cerro Porteño.
Do turniejów międzynarodowych zakwalifikowały się następujące kluby:
- Copa Libertadores 2011: Cerro Porteño, Club Libertad, Club Guaraní.
- Copa Sudamericana 2011: Club Guaraní, Club Nacional, Club Olimpia.

O spadku do drugiej ligi decydował średni dorobek z trzech ostatnich sezonów. Spadły dwa kluby - Sport Colombia Fernando de la Mora i Sportivo Trinidense.
Na ich miejsce awansował mistrz drugiej ligi General Caballero Asunción oraz wicemistrz drugiej ligi Independiente Asunción.

## Torneo Apertura 2010

### Apertura 1
| Data             | Mecz |
| ---------------- | --- |
| 30 stycznia 2010 | Tacuary Asunción - Cerro Porteño 1:2 Alfredo Carlos Alberto Mazacote 87 - Pablo Eduardo Zeballos 58, 67                                                                                  |
| 30 stycznia 2010 | Club Guaraní - Club Libertad 1:0 Jonathan Fabbro 56k |
| 31 stycznia 2010 | Club Sol de América - Club Nacional 2:5 Lorenzo Rodrigo Frutos 21, Christian Gilberto Ovelar 75k - Guillermo Alexis Beltran 35, 41, 78, 54, Víctor Marcelino Aquino 53                   |
| 31 stycznia 2010 | Sportivo Trinidense - 3 de Febrero Ciudad del Este 0:1 Sergio Samudio 20 |
| 31 stycznia 2010 | Club Rubio Ñú - Club Olimpia 1:0 Rolando Marciano Bogado 77 |
| 31 stycznia 2010 | Sportivo Luqueño - Sport Colombia Fernando de la Mora 2:3 Francisco Javier Esteche 14, Daniel Ferreira 60 - Carlos Alberto Ortiz 5, José Alfredo Leguizamón 9, Diego Armando Martínez 83 |

### Apertura 2
| Data          | Mecz |
| ------------- | --- |
| 5 lutego 2010 | 3 de Febrero Ciudad del Este - Club Nacional 0:3 Guillermo Alexis Beltran 45, Víctor Marcelino Aquino 61, Marcos Antonio Melgarejo 79                                             |
| 6 lutego 2010 | Cerro Porteño - Sportivo Luqueño 1:0 Julio Daniel Dos Santos 71 |
| 6 lutego 2010 | Club Guaraní - Club Sol de América 3:1 Eduardo Javier Filippini 34, 48, Rodrigo Teixeira 67 - Adalberto Goiris 29                                                                 |
| 6 lutego 2010 | Club Libertad - Club Rubio Ñú 2:1 Wilson Omar Pittoni 26, Gustavo Ramón Mencia 73 - Víctor Manuel Gómez 60                                                                        |
| 6 lutego 2010 | Club Olimpia - Tacuary Asunción 3:2 Julio Ramón Aguilar 42, Rafael Alexandrino Dos Santos 71, Lorenzo Melgarejo 90 - Carlos Ramón Martínez 18, Alfredo Carlos Alberto Mazacote 50 |
| 6 lutego 2010 | Sport Colombia Fernando de la Mora - Sportivo Trinidense 0:0 |

### Apertura 3
| Data           | Mecz |
| -------------- | --- |
| 12 lutego 2010 | Club Rubio Ñú - Club Guaraní 1:1 Rodrigo Teixeira 64s - Rodrigo Teixeira 47                                                                                           |
| 12 lutego 2010 | Tacuary Asunción - Club Libertad 0:4 Wilson Omar Pittoni 13, Roberto Carlos Gamarra 41, 90, Víctor Hugo Ayala 81                                                      |
| 13 lutego 2010 | Club Sol de América - 3 de Febrero Ciudad del Este 3:1 Christian Gilberto Ovelar 18, Diego de Jesús Chamorro 77, Lorenzo Rodrigo Frutos 80 - José Maria De Filippi 90 |
| 13 lutego 2010 | Sportivo Luqueño - Club Olimpia 1:1 Tomas Alberto González 90 - Julio Ramón Aguilar 72                                                                                |
| 13 lutego 2010 | Club Nacional - Sport Colombia Fernando de la Mora 1:2 Fabio Ramón Ramos 59 - José Alfredo Leguizamón 86, Miguel Ramón Medina 92                                      |
| 14 lutego 2010 | Cerro Porteño - Sportivo Trinidense 2:1 Gerardo Domingo Arevalos 59 - Jorge Daniel Núñez 10, Julio Daniel Dos Santos 81                                               |

### Apertura 4
| Data           | Mecz |
| -------------- | --- |
| 17 lutego 2010 | Cerro Porteño - Club Nacional 3:0 Pablo Eduardo Zeballos 11, 82, Julio Daniel Dos Santos 59                                                                                               |
| 17 lutego 2010 | Club Guaraní - Tacuary Asunción 5:2 José Carlos Burgos 6, 52, Cristian Gustavo Sosa 41, Elvis Israel Marecos 50, Paulo Cristian Centurion 57 - Reinaldo Ocampo 1k, Jorge Miguel Ortega 81 |
| 17 lutego 2010 | Club Olimpia - Sportivo Trinidense 3:1 Nelson Rafael Cuevas 5, 47, Carlos Bonet 39 - César Bonet 41                                                                                       |
| 17 lutego 2010 | Sport Colombia Fernando de la Mora - 3 de Febrero Ciudad del Este 2:3 José Alfredo Leguizamón 32, Miguel Ramón Medina 76 - Miguel Ángel Cuéllar 39, 83, César Llamas 74                   |
| 17 lutego 2010 | Club Rubio Ñú - Club Sol de América 5:0 Osvaldo Hobecker 21, 50, Néstor Abraham Camacho 34, Víctor Manuel Gómez 69, Carlos Ariel Neumann 84                                               |
| 10 marca 2010  | Club Libertad - Sportivo Luqueño 0:1 Luis Armando Ovelar 36 |

### Apertura 5
| Data           | Mecz |
| -------------- | --- |
| 20 lutego 2010 | Club Nacional - Club Olimpia 0:0 |
| 21 lutego 2010 | 3 de Febrero Ciudad del Este - Cerro Porteño 0:1 Jorge Daniel Núñez 78                                                                      |
| 21 lutego 2010 | Club Sol de América - Sport Colombia Fernando de la Mora 1:2 Diego de Jesús Chamorro 59 - Diego Armando Martínez 16, Miguel Ramón Medina 19 |
| 21 lutego 2010 | Sportivo Luqueño - Club Guaraní 1:2 Néstor Fabián Bareiro 54 - Jonathan Fabbro 64k, 93k                                                     |
| 21 lutego 2010 | Sportivo Trinidense - Club Libertad 1:1 Juan Gabriel Abente 59 - Rodrigo Alborno 16                                                         |
| 21 lutego 2010 | Tacuary Asunción - Club Rubio Ñú 0:1 Víctor Manuel Gómez 18                                                                                 |

### Apertura 6
| Data           | Mecz |
| -------------- | --- |
| 26 lutego 2010 | Sportivo Luqueño - Club Sol de América 1:0 Francisco Javier Esteche 43k                                                                                    |
| 27 lutego 2010 | Club Guaraní - 3 de Febrero Ciudad del Este 1:1 Elvis Israel Marecos 43 - José Maria De Filippi 62                                                         |
| 28 lutego 2010 | Club Olimpia - Cerro Porteño 3:2 Cristian Rolando Ledesma 21, Carlos Bonet 39, Nelson Rafael Cuevas 70 - César Augusto Ramírez 3, Pablo Daniel Zeballos 22 |
| 28 lutego 2010 | Tacuary Asunción - Sportivo Trinidense 2:0 Gustavo Alberto Sanabria 20, Carlos Ramón Martínez 74                                                           |
| 1 marca 2010   | Club Libertad - Sport Colombia Fernando de la Mora 3:0 Pablo César Velásquez 8, Roberto Carlos Gamarra 13, 36                                              |
| 1 marca 2010   | Club Rubio Ñú - Club Nacional 4:1 Víctor Manuel Gómez 16, Osvaldo Hobecker 19, Néstor Abraham Camacho 58, Wilfrido Guzmán Bazán 89 - Fabián Caballero 28   |

### Apertura 7
| Data         | Mecz |
| ------------ | --- |
| 5 marca 2010 | Club Sol de América - Cerro Porteño 1:2 Christian Gilberto Ovelar 75 - Ramón Cardozo 10, Sebastián Adolfo Ereros 92                         |
| 6 marca 2010 | 3 de Febrero Ciudad del Este - Club Libertad 0:0                                                                                            |
| 6 marca 2010 | Club Nacional - Club Guaraní 1:0 Víctor Marcelino Aquino 7                                                                                  |
| 6 marca 2010 | Sportivo Luqueño - Tacuary Asunción 3:3 Carlos Humberto Paredes 51, Néstor Fabián Bareiro 75, 80 - Diego Rubén Alfonso 53, 58, 68           |
| 7 marca 2010 | Sport Colombia Fernando de la Mora - Club Olimpia 0:4 Blas Cáceres 19, Derlis Orué 45+1, Diego Antonio Figueredo 85, Julio Ramón Aguilar 89 |
| 7 marca 2010 | Sportivo Trinidense - Club Rubio Ñú 1:1 Aldo Vera 28 - Osvaldo Hobecker 2                                                                   |

### Apertura 8
| Data          | Mecz |
| ------------- | --- |
| 12 marca 2010 | Club Olimpia - 3 de Febrero Ciudad del Este 1:0 Julio César Manzur 63                                                                                               |
| 12 marca 2010 | Tacuary Asunción - Club Sol de América 1:1 Diego Rubén Alfonso 90 - Adalberto Goiris 67                                                                             |
| 13 marca 2010 | Cerro Porteño - Sport Colombia Fernando de la Mora 4:1 Jorge Daniel Núñez 15, Julio Daniel Dos Santos 56, 60, Sebastián Adolfo Ereros 77 - Diego Armando Martínez 9 |
| 13 marca 2010 | Club Guaraní - Sportivo Trinidense 2:0 Rodrigo Teixeira 16, Jonathan Fabbro 84k                                                                                     |
| 13 marca 2010 | Club Rubio Ñú - Sportivo Luqueño 0:0 |
| 14 marca 2010 | Club Libertad - Club Nacional 0:0 |

### Apertura 9
| Data          | Mecz |
| ------------- | --- |
| 16 marca 2010 | Club Sol de América - Club Olimpia 2:1 Marcos Antonio Pereira 18, Josias Cardoso 47 - Inca 46s                                                |
| 17 marca 2010 | Sport Colombia Fernando de la Mora - Club Guaraní 1:3 Elio Alberto Mora 87 - Rodrigo Teixeira 41, 59, Jonathan Fabbro 51                      |
| 17 marca 2010 | 3 de Febrero Ciudad del Este - Club Rubio Ñú 2:3 Miguel Ángel Cuéllar 77, Juan Daniel Cáceres 81s - José Maria De Filippi 57s                 |
| 17 marca 2010 | Sportivo Trinidense - Sportivo Luqueño 2:2 Herminio Diosnel Burgos 55, Silvio Monzón 76 - Francisco Javier Esteche 4k, Ángel Daniel Enciso 64 |
| 24 marca 2010 | Club Nacional - Tacuary Asunción 4:0 Herminio Antonio Miranda 48, Fabio Ramón Ramos 71, 79, Guillermo Alexis Beltran 74                       |
| 16 maja 2010  | Cerro Porteño - Club Libertad 0:2 Javier Mercedes González 37, William Gabriel Mendieta 89                                                    |

### Apertura 10
| Data          | Mecz |
| ------------- | --- |
| 20 marca 2010 | Club Libertad - Club Olimpia 0:0                                                                                              |
| 21 marca 2010 | Club Guaraní - Cerro Porteño 1:2 Hugo César Notario 82 - Pablo Daniel Zeballos 27, Julio César Irrazábal 75                   |
| 21 marca 2010 | Club Rubio Ñú - Sport Colombia Fernando de la Mora 2:1 Roberto Miguel Acuña 27, 67k - Carlos Alberto Ortiz 44k                |
| 21 marca 2010 | Sportivo Luqueño - Club Nacional 1:1 Francisco Javier Esteche 36k - Guillermo Alexis Beltran 47                               |
| 21 marca 2010 | Tacuary Asunción - 3 de Febrero Ciudad del Este 3:0 Lorenzo Raúl Silva 18, Carlos Ramón Martínez 39, Marcos Antonio Acosta 51 |
| 21 marca 2010 | Sportivo Trinidense - Club Sol de América 2:0 Juan Gabriel Abente 47, Rodrigo Fabián Cantero 77                               |

### Apertura 11
| Data          | Mecz |
| ------------- | --- |
| 26 marca 2010 | Club Sol de América - Club Libertad 1:4 Luis Alberto Cabral 44 - Roberto Carlos Gamarra 6, 48, 66, Rodrigo Alborno 65 |
| 27 marca 2010 | 3 de Febrero Ciudad del Este - Sportivo Luqueño 0:0                                                                   |
| 27 marca 2010 | Cerro Porteño - Club Rubio Ñú 1:1 Pablo Daniel Zeballos 82 - Roberto Miguel Acuña 41                                  |
| 27 marca 2010 | Club Olimpia - Club Guaraní 0:0                                                                                       |
| 28 marca 2010 | Club Nacional - Sportivo Trinidense 2:0 Aldo Vera 30s, Marcos Antonio Melgarejo 49                                    |
| 28 marca 2010 | Sport Colombia Fernando de la Mora - Tacuary Asunción 0:0                                                             |

### Apertura 12
| Data            | Mecz |
| --------------- | --- |
| 3 kwietnia 2010 | 3 de Febrero Ciudad del Este - Sportivo Trinidense 1:3 Miguel Ángel Cuéllar 51 - Felipe Ariel Giménez 9, Carlos Manuel Machuca 19, Rubén Darío Benítez 41 |
| 3 kwietnia 2010 | Club Libertad - Club Guaraní 2:1 Pablo César Velásquez 21, Manuel José Maciel 87 - Rodrigo Teixeira 88                                                    |
| 4 kwietnia 2010 | Sport Colombia Fernando de la Mora - Sportivo Luqueño 0:1 Ángel Daniel Enciso 43                                                                          |
| 4 kwietnia 2010 | Club Olimpia - Club Rubio Ñú 1:1 Nelson Rafael Cuevas 46 - Roberto Miguel Acuña 80                                                                        |
| 4 kwietnia 2010 | Cerro Porteño - Tacuary Asunción 1:0 Pablo Daniel Zeballos 66                                                                                             |
| 6 kwietnia 2010 | Club Nacional - Club Sol de América 1:2 Víctor Marcelino Aquino 89 - Arnaldo Javier Pereira 21, 77                                                        |

### Apertura 13
| Data             | Mecz |
| ---------------- | --- |
| 10 kwietnia 2010 | Club Nacional - 3 de Febrero Ciudad del Este 2:1 Víctor Marcelino Aquino 50, Herminio Antonio Miranda 84 - Miguel Ángel Cuéllar 89          |
| 10 kwietnia 2010 | Club Rubio Ñú - Club Libertad 2:1 Tomás Javier Bartomeus 90, Carlos Ariel Neumann 91 - Pablo César Velásquez 5                              |
| 10 kwietnia 2010 | Tacuary Asunción - Club Olimpia 0:4 Blas Cáceres 9, Derlis Orué 24, Carlos Bonet 58, Luis Nery Caballero 75                                 |
| 10 kwietnia 2010 | Sportivo Trinidense - Sport Colombia Fernando de la Mora 1:0 Silvio Monzón 91                                                               |
| 11 kwietnia 2010 | Club Sol de América - Club Guaraní 0:1 Rodrigo Teixeira 40                                                                                  |
| 12 kwietnia 2010 | Sportivo Luqueño - Cerro Porteño 3:1 Néstor Fabián Bareiro 31, Robert Antonio Servín 62, Raúl Basilio Román 94 - Julio Daniel Dos Santos 11 |

### Apertura 14
| Data             | Mecz |
| ---------------- | --- |
| 14 kwietnia 2010 | Sport Colombia Fernando de la Mora - Club Nacional 1:0 Miguel Ramón Medina 89                                                                        |
| 14 kwietnia 2010 | 3 de Febrero Ciudad del Este - Club Sol de América 0:2 Luis Alberto Acosta 35, Alfredo Virginio Cano 79                                              |
| 14 kwietnia 2010 | Club Guaraní - Club Rubio Ñú 3:2 Eduardo Javier Filippini 3, Jonathan Fabbro 7k, Rodrigo Teixeira 62 - Osvaldo Hobecker 25, Roberto Miguel Acuña 85k |
| 15 kwietnia 2010 | Cerro Porteño - Sportivo Trinidense 4:1 Pablo Daniel Zeballos 13, 21, Ramón Cardozo 39, 53 - Carlos Manuel Machuca 62                                |
| 15 kwietnia 2010 | Club Olimpia - Sportivo Luqueño 2:1 Nelson Rafael Cuevas 45, Federico Acuña 46s - Luis Armando Ovelar 29                                             |
| 21 kwietnia 2010 | Club Libertad - Tacuary Asunción 0:0 |

### Apertura 15
| Data             | Mecz |
| ---------------- | --- |
| 17 kwietnia 2010 | Club Sol de América - Club Rubio Ñú 0:1 Nery Cardozo 46                                                                                         |
| 18 kwietnia 2010 | 3 de Febrero Ciudad del Este - Sport Colombia Fernando de la Mora 2:0 Gustavo Adrián Espínola 54, Elvio Adrián Amarilla 89                      |
| 18 kwietnia 2010 | Club Nacional - Cerro Porteño 0:3 Pablo Daniel Zeballos 14, 49, 62                                                                              |
| 18 kwietnia 2010 | Sportivo Luqueño - Club Libertad 1:2 Federico Acuña 45+3 - Rodolfo Vicente Gamarra 44, 68                                                       |
| 18 kwietnia 2010 | Tacuary Asunción - Club Guaraní 1:4 Reinaldo Ocampo 13k - Héctor Federico Carballo 9k, César Daniel Cáceres Cañete 59k, Rodrigo Teixeira 70, 90 |
| 19 kwietnia 2010 | Sportivo Trinidense - Club Olimpia 0:3 Luis Nery Caballero 23, Nelson Rafael Cuevas 39, 74                                                      |

### Apertura 16
| Data             | Mecz |
| ---------------- | --- |
| 24 kwietnia 2010 | Club Libertad - Sportivo Trinidense 0:1 Silvio Monzón 93                                                                              |
| 25 kwietnia 2010 | Cerro Porteño - 3 de Febrero Ciudad del Este 2:1 Pablo Daniel Zeballos 46, Ramón Cáceres 56 - Miguel Ángel Cuéllar 74                 |
| 25 kwietnia 2010 | Club Guaraní - Sportivo Luqueño 2:0 Rodrigo Teixeira 11, Elvis Israel Marecos 49                                                      |
| 25 kwietnia 2010 | Club Olimpia - Club Nacional 1:0 Luis Nery Caballero 59                                                                               |
| 25 kwietnia 2010 | Club Rubio Ñú - Tacuary Asunción 3:1 Osvaldo Hobecker 16, Roberto Miguel Acuña 45k, Néstor Abraham Camacho 92 - Diego Rubén Alfonso 7 |
| 25 kwietnia 2010 | Sport Colombia Fernando de la Mora - Club Sol de América 2:2 Justo Balbuena 10, 40 - Inca 30k, Lorenzo Rodrigo Frutos 52              |

### Apertura 17
| Data             | Mecz |
| ---------------- | --- |
| 30 kwietnia 2010 | 3 de Febrero Ciudad del Este - Club Guaraní 1:2 Elvio Adrián Amarilla 54 - Rodrigo Teixeira 32, Hugo César Notario 76 |
| 1 maja 2010      | Club Nacional - Club Rubio Ñú 0:0                                                                                     |
| 2 maja 2010      | Cerro Porteño - Club Olimpia 0:0                                                                                      |
| 2 maja 2010      | Club Sol de América - Sportivo Luqueño 1:1 Alfredo Virginio Cano 56 - Francisco Javier Esteche 68                     |
| 2 maja 2010      | Sportivo Trinidense - Tacuary Asunción 0:1 Reinaldo Ocampo 48                                                         |
| 3 maja 2010      | Sport Colombia Fernando de la Mora - Club Libertad 0:1 Manuel José Maciel 75                                          |

### Apertura 18
| Data        | Mecz |
| ----------- | --- |
| 7 maja 2010 | Club Guaraní - Club Nacional 2:2 Pedro Julían Chávez 17, Julián Alfonso Benítez 22 - Herminio Antonio Miranda 41, Fabio Ramón Ramos 43 |
| 8 maja 2010 | Cerro Porteño - Club Sol de América 1:0 Jorge Daniel Núñez 71                                                                          |
| 8 maja 2010 | Club Libertad - 3 de Febrero Ciudad del Este 3:0 José Ariel Núñez 71, Ángel Reinaldo Orué 83, 86                                       |
| 8 maja 2010 | Club Olimpia - Sport Colombia Fernando de la Mora 2:1 Nelson David Romero 41, Luis Nery Caballero 76 - Julio Andrés Larrea 87          |
| 8 maja 2010 | Club Rubio Ñú - Sportivo Trinidense 1:1 Carlos Ariel Neumann 39 - Silvio Monzón 65                                                     |
| 8 maja 2010 | Tacuary Asunción - Sportivo Luqueño 1:2 Reinaldo Ocampo 84 - Raúl Basilio Román 37, 58                                                 |

### Apertura 19
| Data           | Mecz |
| -------------- | --- |
| 11 maja 2010   | Sportivo Trinidense - Club Guaraní 0:3 Julián Alfonso Benítez 38, 71, Rodrigo Teixeira 70                         |
| 12 maja 2010   | 3 de Febrero Ciudad del Este - Club Olimpia 0:1 Nelson Rafael Cuevas 59                                           |
| 12 maja 2010   | Club Sol de América - Tacuary Asunción 1:0 Christian Gilberto Ovelar 36                                           |
| 12 maja 2010   | Sport Colombia Fernando de la Mora - Cerro Porteño 1:1 Julio Andrés Larrea 43 - Diego Armando Herner 82           |
| 12 maja 2010   | Sportivo Luqueño - Club Rubio Ñú 2:2 Francisco Javier Esteche 20, Tomas Alberto González 84 - Nery Cardozo 51, 52 |
| 1 czerwca 2010 | Club Nacional - Club Libertad 1:0 Fabio Ramón Ramos 17                                                            |

### Apertura 20
| Data         | Mecz |
| ------------ | --- |
| 15 maja 2010 | Club Guaraní - Sport Colombia Fernando de la Mora 1:0 Jonathan Fabbro 14k |
| 16 maja 2010 | Club Olimpia - Club Sol de América 1:2 Nelson David Romero 33 - Diego Manuel Basílio Arrúa 74, Inca 80                                                                       |
| 16 maja 2010 | Club Rubio Ñú - 3 de Febrero Ciudad del Este 0:2 José María Martínez 27, Miguel Ángel Cuéllar 33k                                                                            |
| 16 maja 2010 | Sportivo Luqueño - Sportivo Trinidense 3:3 Carlos Alberto Valencia 11, Francisco Javier Esteche 21k, Carlos Humberto Paredes 63 - Aldo Vera 41, 79, José Leonardo Cáceres 51 |
| 16 maja 2010 | Tacuary Asunción - Club Nacional 0:3 Herminio Antonio Miranda 9, Fabián Caballero 27, 65                                                                                     |
| 26 maja 2010 | Club Libertad - Cerro Porteño 3:0 Pablo César Velásquez 39, 86, Javier Mercedes González 90                                                                                  |

### Apertura 21
| Data         | Mecz |
| ------------ | --- |
| 22 maja 2010 | 3 de Febrero Ciudad del Este - Tacuary Asunción 1:0 Sergio Samudio 15                                                               |
| 22 maja 2010 | Cerro Porteño - Club Guaraní 1:3 Jorge Orlando Brítez 90k - Rodrigo Teixeira 10, 53, Elvis Israel Marecos 80                        |
| 22 maja 2010 | Club Olimpia - Club Libertad 0:2 Adalberto Román 6, Pedro Alcides Sarabia 35k                                                       |
| 23 maja 2010 | Club Nacional - Sportivo Luqueño 3:0 Marcos Hernán Riveros 18, Fabián Caballero 41, Marcos Antonio Melgarejo 73                     |
| 23 maja 2010 | Club Sol de América - Sportivo Trinidense 1:1 Diego Manuel Basílio Arrúa 55 - Carlos Manuel Machuca 52                              |
| 23 maja 2010 | Sport Colombia Fernando de la Mora - Club Rubio Ñú 2:4 Carlos Alberto Ortiz 10k, Júnior Nardelli 49 - Néstor Abraham Camacho 73, 83 |

### Apertura 22
| Data         | Mecz |
| ------------ | --- |
| 28 maja 2010 | Tacuary Asunción - Sport Colombia Fernando de la Mora 2:2 Reinaldo Ocampo 27k, Diego Rubén Alfonso 79 - Carlos Alberto Ortiz 5k, Reinaldo Ocampo 59s                                |
| 28 maja 2010 | Sportivo Trinidense - Club Nacional 0:1 Guillermo Alexis Beltran 80 |
| 29 maja 2010 | Club Libertad - Club Sol de América 3:4 Manuel José Maciel 27, Jorge Moreira 28, Omar Heber Pouso 41 - Alfredo Virginio Cano 1, Diego de Jesús Chamorro 17, 72, Adalberto Goiris 45 |
| 29 maja 2010 | Club Rubio Ñú - Cerro Porteño 0:3 Pablo Daniel Zeballos 18, 36, César Iván Benítez 85                                                                                               |
| 30 maja 2010 | Club Guaraní - Club Olimpia 2:1 Rodrigo Teixeira 6, Joel Francisco Benítez 76 - Rodrigo Del Puerto 33                                                                               |
| 30 maja 2010 | Sportivo Luqueño - 3 de Febrero Ciudad del Este 0:0 |

### Tabela Apertura 2010
| Poz | Klub                               | Mecze | Zw | Rem | Por | Pkt | BrZd | BrStr |
| --- | ---------------------------------- | ----- | -- | --- | --- | --- | ---- | ----- |
| 1   | Club Guaraní                       | 22    | 15 | 4   | 3   | 49  | 43   | 20    |
| 2   | Cerro Porteño                      | 22    | 14 | 3   | 5   | 45  | 37   | 23    |
| 3   | Club Olimpia                       | 22    | 11 | 6   | 5   | 39  | 32   | 18    |
| 4   | Club Libertad                      | 22    | 11 | 5   | 6   | 38  | 33   | 15    |
| 5   | Club Rubio Ñú                      | 22    | 10 | 8   | 4   | 38  | 36   | 25    |
| 6   | Club Nacional                      | 22    | 10 | 5   | 7   | 35  | 31   | 22    |
| 7   | Sportivo Luqueño                   | 22    | 5  | 10  | 7   | 25  | 26   | 30    |
| 8   | Club Sol de América                | 22    | 7  | 4   | 11  | 25  | 27   | 39    |
| 9   | Sportivo Trinidense                | 22    | 4  | 7   | 11  | 19  | 19   | 34    |
| 10  | 3 de Febrero Ciudad del Este       | 22    | 5  | 4   | 13  | 19  | 17   | 32    |
| 11  | Sport Colombia Fernando de la Mora | 22    | 4  | 5   | 13  | 17  | 21   | 40    |
| 12  | Tacuary Asunción                   | 22    | 3  | 5   | 14  | 14  | 20   | 44    |

Club Guaraní jako mistrz Paragwaju zapewnił sobie udział w turnieju Copa Libertadores 2011.

## Torneo Clausura 2010

### Clausura 1
| Data          | Mecz |
| ------------- | --- |
| 16 lipca 2010 | Sportivo Luqueño - Club Libertad 1:2 Néstor Fabián Bareiro 81 - Pablo César Velásquez 8, Manuel José Maciel 72         |
| 17 lipca 2010 | Sportivo Trinidense - 3 de Febrero Ciudad del Este 1:1 Silvio Monzón 80 - José Carlos Burgos 88                        |
| 17 lipca 2010 | Tacuary Asunción - Club Rubio Ñú 0:0                                                                                   |
| 18 lipca 2010 | Club Nacional - Cerro Porteño 0:0                                                                                      |
| 18 lipca 2010 | Club Olimpia - Sport Colombia Fernando de la Mora 3:0 Juan Carlos Ferreyra 19k, 65, Richard Ortiz 55                   |
| 18 lipca 2010 | Club Sol de América - Club Guaraní 1:2 Christian Gilberto Ovelar 37 - Rodrigo Teixeira 27, Eduardo Javier Filippini 89 |

### Clausura 2
| Data          | Mecz |
| ------------- | --- |
| 24 lipca 2010 | 3 de Febrero Ciudad del Este - Sportivo Luqueño 0:0                                                       |
| 24 lipca 2010 | Club Libertad - Tacuary Asunción 3:0 Adalberto Román 74, Ángel Reinaldo Orué 75, Víctor Javier Cáceres 85 |
| 24 lipca 2010 | Club Rubio Ñú - Sport Colombia Fernando de la Mora 1:0 Nery Cardozo 64                                    |
| 25 lipca 2010 | Cerro Porteño - Club Sol de América 2:0 Roberto Antonio Nanni 53, Jorge Daniel Núñez 86                   |
| 25 lipca 2010 | Club Guaraní - Sportivo Trinidense 0:1 Armando Daniel González 55                                         |
| 25 lipca 2010 | Club Nacional - Club Olimpia 0:2 Juan Carlos Ferreyra 3, Derlis Orué 83                                   |

### Clausura 3
| Data            | Mecz |
| --------------- | --- |
| 30 lipca 2010   | Club Olimpia - Club Rubio Ñú 1:4 Juan Carlos Ferreyra 56k - Robin Ariel Ramírez 5, Nery Cardozo 9, 74, Néstor Abraham Camacho 13                   |
| 31 lipca 2010   | Tacuary Asunción - 3 de Febrero Ciudad del Este 2:0 Marcos Antonio Acosta 20, Luis Fernando Páez 56                                                |
| 1 sierpnia 2010 | Club Sol de América - Club Nacional 1:0 Herminio Antonio Miranda 2s                                                                                |
| 1 sierpnia 2010 | Sport Colombia Fernando de la Mora - Club Libertad 1:0 Carlos Ariel Neumann 67                                                                     |
| 1 sierpnia 2010 | Sportivo Luqueño - Club Guaraní 0:3 Eduardo Javier Filippini 12, Julián Alfonso Benítez 76, Cristian Gustavo Sosa 84                               |
| 1 sierpnia 2010 | Sportivo Trinidense - Cerro Porteño 1:5 Cristian Roberto Cardozo 73 - Pablo Daniel Zeballos 3, Luis Enrique Cáceres 59, Julio Daniel Dos Santos 66 |

### Clausura 4
| Data            | Mecz |
| --------------- | --- |
| 7 sierpnia 2010 | 3 de Febrero Ciudad del Este - Sport Colombia Fernando de la Mora 0:3 Christian Omar Martínez 57, Ricardo Javier Ortiz 69, Carlos Ariel Neumann 86 |
| 7 sierpnia 2010 | Club Guaraní - Tacuary Asunción 1:0 Eduardo Javier Filippini 76                                                                                    |
| 7 sierpnia 2010 | Club Libertad - Club Rubio Ñú 2:1 Manuel José Maciel 27, 41 - Carlos Bonet 35s                                                                     |
| 7 sierpnia 2010 | Club Nacional - Sportivo Trinidense 4:1 Marcos Antonio Melgarejo 3, Silvio Torales 71, Ariel Gregorio Bogado 75, 76 - Diego Armando Miranda 21     |
| 8 sierpnia 2010 | Cerro Porteño - Sportivo Luqueño 1:1 Roberto Antonio Nanni 90 - Hugo Lusardi 56                                                                    |
| 8 sierpnia 2010 | Club Sol de América - Club Olimpia 1:0 Christian Gilberto Ovelar 4                                                                                 |

### Clausura 5
| Data             | Mecz |
| ---------------- | --- |
| 14 sierpnia 2010 | Sport Colombia Fernando de la Mora - Club Guaraní 1:1 Carlos Damian Martínez 83 - Eduardo Javier Filippini 34               |
| 14 sierpnia 2010 | Sportivo Luqueño - Club Nacional 0:1 Ignacio Ramón Cáceres 62                                                               |
| 14 sierpnia 2010 | Sportivo Trinidense - Club Sol de América 1:3 Walter David Ávalos 40k - Gustavo Alberto Cristaldo 23, 83, Josias Cardoso 79 |
| 15 sierpnia 2010 | Club Olimpia - Club Libertad 0:2 Ángel Reinaldo Orué 4, Manuel José Maciel 60                                               |
| 15 sierpnia 2010 | Club Rubio Ñú - 3 de Febrero Ciudad del Este 1:1 Nelson Ruíz 20 - José Carlos Burgos 57                                     |
| 15 sierpnia 2010 | Tacuary Asunción - Cerro Porteño 0:1 Pablo Daniel Zeballos 3                                                                |

### Clausura 6
| Data             | Mecz |
| ---------------- | --- |
| 21 sierpnia 2010 | 3 de Febrero Ciudad del Este - Club Sol de América 1:1 Thiago Silva 63k - Inca 87                                                                       |
| 21 sierpnia 2010 | Club Libertad - Sportivo Trinidense 7:0 Manuel José Maciel 28, Ángel Reinaldo Orué 38, 47, Rodolfo Vicente Gamarra 61, 87, Víctor Javier Cáceres 70, 86 |
| 21 sierpnia 2010 | Club Rubio Ñú - Sportivo Luqueño 2:2 Néstor Abraham Camacho 46, 61 - Claudio Andrés Correa 71, Sergio Escalante 86                                      |
| 21 sierpnia 2010 | Sport Colombia Fernando de la Mora - Tacuary Asunción 1:3 Ricardo Javier Ortiz 54 - Ronald Renato Huth 67, Cirilo Antonio Mora 79, 88                   |
| 22 sierpnia 2010 | Club Guaraní - Club Nacional 0:0 |
| 22 sierpnia 2010 | Club Olimpia - Cerro Porteño 2:2 Juan Carlos Ferreyra 8, 13 - Pablo Daniel Zeballos 47, Jorge Daniel Núñez 65                                           |

### Clausura 7
| Data             | Mecz |
| ---------------- | --- |
| 27 sierpnia 2010 | Club Libertad - Club Guaraní 2:0 Ángel Reinaldo Orué 46, Jorge Moreira 78                                     |
| 28 sierpnia 2010 | Club Olimpia - 3 de Febrero Ciudad del Este 2:0 Julio César Manzur 23, Derlis Orué 50                         |
| 28 sierpnia 2010 | Tacuary Asunción - Club Sol de América 1:1 Daniel Ferreira 37 - Osvaldo Duarte 51                             |
| 29 sierpnia 2010 | Club Rubio Ñú - Cerro Porteño 1:2 Robin Ariel Ramírez 63 - Roberto Antonio Nanni 53, Pablo Daniel Zeballos 55 |
| 29 sierpnia 2010 | Sport Colombia Fernando de la Mora - Club Nacional 1:2 Miguel Ramón Medina 46 - Ariel Gregorio Bogado 38, 57  |
| 29 sierpnia 2010 | Sportivo Luqueño - Sportivo Trinidense 0:0                                                                    |

### Clausura 8
| Data            | Mecz |
| --------------- | --- |
| 4 września 2010 | Cerro Porteño - Club Libertad 2:0 Pablo Daniel Zeballos 45k, Iván Arturo Torres 92                                                       |
| 4 września 2010 | Club Nacional - Club Rubio Ñú 0:0 |
| 5 września 2010 | Club Guaraní - 3 de Febrero Ciudad del Este 2:1 Rubén Alvides Limenza 1, Walter Fernando Guglielmone 90 - Juan Carlos Gamarra 92         |
| 5 września 2010 | Club Sol de América - Sport Colombia Fernando de la Mora 1:2 Alexander González 32 - José Alfredo Leguizamón 54, Ricardo Javier Ortiz 87 |
| 5 września 2010 | Sportivo Luqueño - Club Olimpia 0:0 |
| 5 września 2010 | Sportivo Trinidense - Tacuary Asunción 1:1 Diego Armando Miranda 72 - Reinaldo Ocampo 64                                                 |

### Clausura 9
| Data             | Mecz |
| ---------------- | --- |
| 11 września 2010 | Club Libertad - Club Nacional 1:0 Jorge González 68                                                                                |
| 11 września 2010 | Tacuary Asunción - Sportivo Luqueño 0:3 Hugo Lusardi 9, Luis Armando Ovelar 20, 27                                                 |
| 12 września 2010 | 3 de Febrero Ciudad del Este - Cerro Porteño 0:1 Roberto Antonio Nanni 55                                                          |
| 12 września 2010 | Club Olimpia - Club Guaraní 2:2 Nelson David Romero 74, Enrique Gabriel Meza 76 - Julián Alfonso Benítez 7, Jorge Darío Mendoza 30 |
| 12 września 2010 | Club Rubio Ñú - Club Sol de América 2:1 Roberto Miguel Acuña 39k, Néstor Abraham Camacho 72 - Alvaro Alfredo Vargas 50             |
| 12 września 2010 | Sport Colombia Fernando de la Mora - Sportivo Trinidense 1:1 Carlos Ariel Neumann 64k - Rodrigo Fabián Cantero 11                  |

### Clausura 10
| Data             | Mecz |
| ---------------- | --- |
| 17 września 2010 | Cerro Porteño - Club Guaraní 2:1 Jorge Daniel Núñez 19, Rodrigo Ramón Burgos 92 - Héctor Federico Carballo 87                |
| 18 września 2010 | Club Nacional - 3 de Febrero Ciudad del Este 1:0 Guillermo Alexis Beltran 17                                                 |
| 18 września 2010 | Club Sol de América - Club Libertad 0:1 José Ariel Núñez 75                                                                  |
| 18 września 2010 | Sportivo Luqueño - Sport Colombia Fernando de la Mora 1:1 Sergio Vergara 70 - José Alfredo Leguizamón 46                     |
| 19 września 2010 | Sportivo Trinidense - Club Rubio Ñú 1:2 Rodrigo Fabián Cantero 56 - Derlis Aníbal González 47, Nery Cardozo 74               |
| 19 września 2010 | Tacuary Asunción - Club Olimpia 1:4 Reinaldo Ocampo 35 - Juan Carlos Ferreyra 20, Derlis Orué 49, 87, Nelson David Romero 73 |

### Clausura 11
| Data             | Mecz |
| ---------------- | --- |
| 25 września 2010 | 3 de Febrero Ciudad del Este - Club Libertad 2:1 César Llamas 31, Sergio Samudio 46 - Ángel Reinaldo Orué 12      |
| 25 września 2010 | Club Nacional - Tacuary Asunción 1:0 Ricardo Alberto Mazacote 56                                                  |
| 26 września 2010 | Cerro Porteño - Sport Colombia Fernando de la Mora 0:0                                                            |
| 26 września 2010 | Club Sol de América - Sportivo Luqueño 2:1 Carlos Alberto Ortiz 89s, Osvaldo Duarte 90 - Luis Armando Ovelar 47   |
| 26 września 2010 | Sportivo Trinidense - Club Olimpia 1:2 Diego Armando Miranda 40 - Blas Cáceres 71, Juan Carlos Ferreyra 78        |
| 27 września 2010 | Club Guaraní - Club Rubio Ñú 1:2 Walter Fernando Guglielmone 90 - Rodrigo Teixeira 62s, Néstor Abraham Camacho 76 |

### Clausura 12
| Data                | Mecz |
| ------------------- | --- |
| 2 października 2010 | Club Libertad - Sportivo Luqueño 3:1 Ángel Reinaldo Orué 59, Vladimir Marín 76, Rodolfo Vicente Gamarra 83 - Luis Armando Ovelar 7 |
| 2 października 2010 | Club Rubio Ñú - Tacuary Asunción 1:2 Derlis Aníbal González 22 - Bryan Montenegro 54, Nery Rubén Bareiro 83                        |
| 3 października 2010 | 3 de Febrero Ciudad del Este - Sportivo Trinidense 0:2 Armando Daniel González 66, Antonio Bareiro 84                              |
| 3 października 2010 | Cerro Porteño - Club Nacional 1:1 Juan Gabriel Maldonado 82 - Luis Carlos Cardozo 79s                                              |
| 3 października 2010 | Club Guaraní - Club Sol de América 1:0 Jonathan Fabbro 34k                                                                         |
| 3 października 2010 | Sport Colombia Fernando de la Mora - Club Olimpia 0:0                                                                              |

### Clausura 13
| Data                 | Mecz |
| -------------------- | --- |
| 9 października 2010  | Club Olimpia - Club Nacional 1:2 Juan Carlos Ferreyra 26k - Marcos Antonio Melgarejo 16, Ariel Gregorio Bogado 47                                                            |
| 9 października 2010  | Tacuary Asunción - Club Libertad 0:1 Gustavo Ramón Mencia 30 |
| 10 października 2010 | Club Sol de América - Cerro Porteño 1:2 Josias Cardoso 32 - Javier Alejandro Villarreal 40, Roberto Antonio Nanni 56                                                         |
| 10 października 2010 | Sport Colombia Fernando de la Mora - Club Rubio Ñú 2:0 Christian Omar Martínez 60, Carlos Damian Martínez 87                                                                 |
| 10 października 2010 | Sportivo Luqueño - 3 de Febrero Ciudad del Este 3:3 Hugo Lusardi 19, Carlos Humberto Paredes 72, Gilberto Ramón Palacios 89 - Eder Ricardo Godoy 49, 64, William Schuster 51 |
| 10 października 2010 | Sportivo Trinidense - Club Guaraní 1:4 Walter David Ávalos 64 - Jonathan Fabbro 26, 62, Walter Fernando Guglielmone 56, Fernando Andrés Cafasso 89                           |

### Clausura 14
| Data                 | Mecz |
| -------------------- | --- |
| 15 października 2010 | Club Guaraní - Sportivo Luqueño 1:0 Julián Alfonso Benítez 92                                                                              |
| 16 października 2010 | Club Nacional - Club Sol de América 2:0 Guillermo Alexis Beltran 8, 27                                                                     |
| 16 października 2010 | Club Libertad - Sport Colombia Fernando de la Mora 4:0 Miguel Ángel Ramón Samudio 16, Ángel Reinaldo Orué 34, 67, Pablo César Velásquez 91 |
| 16 października 2010 | 3 de Febrero Ciudad del Este - Tacuary Asunción 0:0                                                                                        |
| 16 października 2010 | Cerro Porteño - Sportivo Trinidense 3:1 Roberto Antonio Nanni 8, 32, Pablo Daniel Zeballos 29 - Rodrigo Fabián Cantero 69                  |
| 17 października 2010 | Club Rubio Ñú - Club Olimpia 2:2 Néstor Abraham Camacho 7, Nery Cardozo 85 - Luis Nery Caballero 2, Nelson David Romero 71                 |

### Clausura 15
| Data                 | Mecz |
| -------------------- | --- |
| 17 października 2010 | Club Olimpia - Club Sol de América 0:0 |
| 17 października 2010 | Sportivo Trinidense - Club Nacional 3:3 Juan Gabriel Abente 11, Yuki Tamura 34, Antonio Bareiro 69 - Herminio Antonio Miranda 20, Ariel Gregorio Bogado 35, Silvio Torales 92 |
| 17 października 2010 | Club Rubio Ñú - Club Libertad 1:3 Osvaldo Hobecker 11k - Jorge González 48, Sergio Daniel Aquino 52, Rodolfo Vicente Gamarra 68                                               |
| 17 października 2010 | Sport Colombia Fernando de la Mora - 3 de Febrero Ciudad del Este 1:1 Juan Moríñigo 77 - José Carlos Burgos 70                                                                |
| 17 października 2010 | Sportivo Luqueño - Cerro Porteño 1:3 Luis Armando Ovelar 32 - Jorge Daniel Núñez 42, Federico Acuña 47s, Luis Enrique Cáceres 49                                              |
| 17 października 2010 | Tacuary Asunción - Club Guaraní 1:1 Ronald Daniel Villalba 69 - Rodrigo Teixeira 73                                                                                           |

### Clausura 16
| Data                 | Mecz |
| -------------------- | --- |
| 17 października 2010 | Club Nacional - Sportivo Luqueño 2:0 Marcos Antonio Melgarejo 59, Arturo David Aquino 67                                                   |
| 17 października 2010 | 3 de Febrero Ciudad del Este - Club Rubio Ñú 3:0 Sergio Samudio 29, 53, Ever Hugo González 44                                              |
| 17 października 2010 | Club Sol de América - Sportivo Trinidense 2:2 Josias Cardoso 27, Luis Alberto Cabral 79 - José Leandro Cáceres 19k, Juan Gabriel Abente 48 |
| 17 października 2010 | Club Libertad - Club Olimpia 2:2 Ángel Reinaldo Orué 22, Sergio Daniel Aquino 37 - Juan Carlos Ferreyra 12k, Richard Ortiz 30              |
| 17 października 2010 | Cerro Porteño - Tacuary Asunción 1:3 Pedro Juan Benítez 70 - Reinaldo Ocampo 18, Ricardo Daniel Domínguez 82, Daniel Ferreira 91           |
| 17 października 2010 | Club Guaraní - Sport Colombia Fernando de la Mora 3:0 Jonathan Fabbro 15, 39, Julián Alfonso Benítez 25                                    |

### Clausura 17
| Data                 | Mecz |
| -------------------- | --- |
| 30 października 2010 | Club Nacional - Club Guaraní 0:1 Rodrigo Teixeira 51                                                                              |
| 30 października 2010 | Sportivo Luqueño - Club Rubio Ñú 0:1 Robin Ariel Ramírez 76                                                                       |
| 30 października 2010 | Sportivo Trinidense - Club Libertad 1:2 Walter David Ávalos 79k - Vladimir Marín 71k, Pablo César Velásquez 86                    |
| 30 października 2010 | Tacuary Asunción - Sport Colombia Fernando de la Mora 2:1 Luciano Vera 28, Marco Antonio Acosta Rojas 57 - Miguel Ramón Medina 83 |
| 31 października 2010 | Cerro Porteño - Club Olimpia 1:1 Roberto Antonio Nanni 34k - Juan Carlos Ferreyra 30k                                             |
| 31 października 2010 | Club Sol de América - 3 de Febrero Ciudad del Este 0:1 Sergio Samudio 75                                                          |

### Clausura 18
| Data             | Mecz |
| ---------------- | --- |
| 5 listopada 2010 | Club Guaraní - Club Libertad 2:0 Jonathan Fabbro 19, Julián Alfonso Benítez 39 |
| 6 listopada 2010 | 3 de Febrero Ciudad del Este - Club Olimpia 0:3 Alberto Contreras 20, 77, Diego Antonio Figueredo 85 |
| 6 listopada 2010 | Cerro Porteño - Club Rubio Ñú 2:0 Roberto Antonio Nanni 34, Juan Gabriel Maldonado 69 |
| 6 listopada 2010 | Club Nacional - Sport Colombia Fernando de la Mora 4:3 Ariel Gregorio Bogado 17, 82, Víctor Marcelino Aquino 67, Blas Bernardo Irala 69 - Miguel Ramón Medina 68, Miguel Caballero 84, José Alfredo Leguizamón 90 |
| 6 listopada 2010 | Club Sol de América - Tacuary Asunción 0:1 Luciano Vera 30 |
| 6 listopada 2010 | Sportivo Trinidense - Sportivo Luqueño 2:2 Gerardo Domingo Arevalos 21, Antonio Bareiro 87 - Hugo Lusardi 30, Alfredo Virginio Cano 43                                                                            |

### Clausura 19
| Data              | Mecz |
| ----------------- | --- |
| 12 listopada 2010 | Club Olimpia - Sportivo Luqueño 1:1 Juan Carlos Ferreyra 21 - Robert Antonio Servín 4                                       |
| 12 listopada 2010 | Club Rubio Ñú - Club Nacional 1:1 Alejandro Nicolás Martínez 36 - Víctor Marcelino Aquino 10                                |
| 13 listopada 2010 | 3 de Febrero Ciudad del Este - Club Guaraní 4:0 Luciano Ursino 6, Ever Hugo González 49, Thiago Silva 82, Sergio Samudio 86 |
| 13 listopada 2010 | Tacuary Asunción - Sportivo Trinidense 0:1 José Leonardo Cáceres 23k                                                        |
| 14 listopada 2010 | Club Libertad - Cerro Porteño 2:0 Manuel José Maciel 18, 47                                                                 |
| 14 listopada 2010 | Sport Colombia Fernando de la Mora - Club Sol de América 2:0 Miguel Ramón Medina 33, Carlos Ariel Neumann 89                |

### Clausura 20
| Data              | Mecz |
| ----------------- | --- |
| 20 listopada 2010 | Cerro Porteño - 3 de Febrero Ciudad del Este 3:0 Pedro Juan Benítez 33, Roberto Antonio Nanni 38, 57                                                            |
| 21 listopada 2010 | Club Guaraní - Club Olimpia 0:0 |
| 21 listopada 2010 | Club Nacional - Club Libertad 1:0 Víctor Marcelino Aquino 51 |
| 21 listopada 2010 | Club Sol de América - Club Rubio Ñú 4:0 Diego de Jesús Chamorro 5, 24, 89, Lorenzo Rodrigo Frutos 75                                                            |
| 21 listopada 2010 | Sportivo Luqueño - Tacuary Asunción 3:1 Federico Acuña 28, Hugo Lusardi 47, Marcos Ezequiel Pereira 92 - Ricardo Daniel Domínguez 83                            |
| 21 listopada 2010 | Sportivo Trinidense - Sport Colombia Fernando de la Mora 2:2 Antonio Bareiro 25, Carlos Manuel Machuca 68 - Ricardo Javier Ortiz 70, Christian Omar Martínez 90 |

### Clausura 21
| Data              | Mecz |
| ----------------- | --- |
| 27 listopada 2010 | 3 de Febrero Ciudad del Este - Club Nacional 1:2 Luciano Ursino 17 - Ignacio Ramón Cáceres 59, Víctor Marcelino Aquino 67 |
| 27 listopada 2010 | Club Olimpia - Tacuary Asunción 2:1 Lorenzo Raúl Silva 55s, Arnaldo Castorino 73 - Cirilo Antonio Mora 65                 |
| 27 listopada 2010 | Club Rubio Ñú - Sportivo Trinidense 1:0 Francisco Miguel Vera 83                                                          |
| 28 listopada 2010 | Club Guaraní - Cerro Porteño 1:2 Julián Alfonso Benítez 55 - Luis Carlos Cardozo 79, Pablo Daniel Zeballos 88             |
| 28 listopada 2010 | Club Libertad - Club Sol de América 3:0 Jorge González 50, 61, Pablo César Velásquez 65                                   |
| 28 listopada 2010 | Sport Colombia Fernando de la Mora - Sportivo Luqueño 0:0                                                                 |

### Clausura 22
| Data           | Mecz |
| -------------- | --- |
| 3 grudnia 2010 | Club Olimpia - Sportivo Trinidense 1:1 Julio César Manzur 81 - Yuki Tamura 14                                                                                          |
| 3 grudnia 2010 | Tacuary Asunción - Club Nacional 1:2 Bryan Montenegro 7 - Marcos Hernán Riveros 16, Víctor Marcelino Aquino 70                                                         |
| 4 grudnia 2010 | Club Rubio Ñú - Club Guaraní 2:2 Nery Cardozo 9, Osvaldo Hobecker 88 - Nildo Vera 27, Julián Alfonso Benítez 93                                                        |
| 5 grudnia 2010 | Club Libertad - 3 de Febrero Ciudad del Este 5:0 Pedro Alcides Sarabia 38k, Pablo César Velásquez 64, Felipe Ariel Giménez 66s, Vladimir Marín 81, Omar Heber Pouso 84 |
| 5 grudnia 2010 | Sport Colombia Fernando de la Mora - Cerro Porteño 1:1 Carlos Damian Martínez 70 - Pablo Daniel Zeballos 11                                                            |
| 5 grudnia 2010 | Sportivo Luqueño - Club Sol de América 1:1 Ángel Daniel Enciso 93 - Lorenzo Rodrigo Frutos 57                                                                          |

### Tabela końcowa Clausura 2010
| Poz | Klub                               | Mecze | Zw | Rem | Por | Pkt | BrZd | BrStr |
| --- | ---------------------------------- | ----- | -- | --- | --- | --- | ---- | ----- |
| 1   | Club Libertad                      | 22    | 16 | 1   | 5   | 49  | 46   | 15    |
| 2   | Cerro Porteño                      | 22    | 13 | 7   | 2   | 46  | 37   | 18    |
| 3   | Club Nacional                      | 22    | 12 | 6   | 4   | 42  | 29   | 18    |
| 4   | Club Guaraní                       | 22    | 10 | 6   | 6   | 36  | 29   | 22    |
| 5   | Club Olimpia                       | 22    | 7  | 11  | 4   | 32  | 31   | 23    |
| 6   | Club Rubio Ñú                      | 22    | 7  | 7   | 8   | 28  | 25   | 32    |
| 7   | Sport Colombia Fernando de la Mora | 22    | 5  | 9   | 8   | 24  | 23   | 30    |
| 8   | Tacuary Asunción                   | 22    | 6  | 5   | 11  | 23  | 20   | 29    |
| 9   | Club Sol de América                | 22    | 5  | 5   | 12  | 20  | 20   | 28    |
| 10  | 3 de Febrero Ciudad del Este       | 22    | 4  | 7   | 11  | 19  | 19   | 34    |
| 11  | Sportivo Trinidense                | 22    | 3  | 9   | 10  | 18  | 25   | 46    |
| 12  | Sportivo Luqueño                   | 22    | 2  | 11  | 9   | 17  | 21   | 30    |

Club Libertad jako mistrz Paragwaju zapewnił sobie udział w turnieju Copa Libertadores 2011.

## Sumaryczna tabela sezonu 2010
| Poz | Klub                               | Mecze | Zw | Rem | Por | Pkt | BrZd | BrStr |
| --- | ---------------------------------- | ----- | -- | --- | --- | --- | ---- | ----- |
| 1   | Cerro Porteño                      | 44    | 27 | 10  | 7   | 91  | 74   | 41    |
| 2   | Club Libertad                      | 44    | 27 | 6   | 11  | 87  | 79   | 30    |
| 3   | Club Guaraní                       | 44    | 25 | 10  | 9   | 85  | 72   | 42    |
| 4   | Club Nacional                      | 44    | 22 | 11  | 11  | 77  | 60   | 40    |
| 5   | Club Olimpia                       | 44    | 18 | 17  | 9   | 71  | 63   | 41    |
| 6   | Club Rubio Ñú                      | 44    | 17 | 15  | 12  | 66  | 61   | 57    |
| 7   | Club Sol de América                | 44    | 12 | 9   | 23  | 45  | 47   | 67    |
| 8   | Sportivo Luqueño                   | 44    | 7  | 21  | 16  | 42  | 47   | 60    |
| 9   | Sport Colombia Fernando de la Mora | 44    | 9  | 14  | 21  | 41  | 44   | 70    |
| 10  | 3 de Febrero Ciudad del Este       | 44    | 9  | 11  | 24  | 38  | 36   | 66    |
| 11  | Tacuary Asunción                   | 44    | 9  | 10  | 25  | 37  | 40   | 73    |
| 12  | Sportivo Trinidense                | 44    | 7  | 16  | 21  | 37  | 44   | 80    |

O spadku z ligi decydował średni dorobek z trzech ostatnich sezonów.